# Veri pe viață
Veri pe viață (în engleză Cousins for Life) este un serial de televiziune american creat de Kevin Kopelow și Heath Seifert, care a avut avanpremiera pe Nickelodeon la 24 noiembrie 2018, înainte de premiera oficială de pe 5 ianuarie 2019, și finalul pe 8 iunie 2019. Actorii principali ai serialului sunt Scarlet Spencer, Dallas Dupree Young , Micah Abbey, Ron G și Ishmel Sahid.
În România serialul a avut premiera pe Nickelodeon în data de 25 martie 2019.

## Despre serial
Când soția sa este trimisă într-o misiune peste mare, Clark își duce fiul Stuart unde se mută la Portland pentru a locui cu fratele încordat al lui Clark, Lewis și copiii lui Ivy și Leaf. De când s-au mutat împreună, Stuart și Ivy participă la diferite activități împreună, în timp ce au diferite neajunsuri pe parcurs.

## Distribuție

### Actori principali
- Scarlet Spencer ca Ivy
- Dallas Dupree Young ca Stuart
- Micah Abbey ca Leaf
- Ron G ca Lewis
- Ishmel Sahid ca Clark

### Actori secundari
- Jolie Hoang-Rappaport ca Gemma

### Invitați speciali
- Lizzy Greene ca Natalie
- Roman Reigns ca Rodney
- Annie LeBlanc ca herself
- Savannah May ca Marigold
- Daniella Monet ca Denise

## Episoade
| Premiera originală | Premiera în România | Nr | Titlu în română           | Titlu în engleză                 |  |
| ------------------ | ------------------- | -- | ------------------------- | -------------------------------- |  |
|                    |                     |    |                           |                                  |  |
| 24.11.2018         | 25.03.2019          | 1  | Mutarea                   | Movin' In                        |  |
|                    |                     |    |                           |                                  |  |
| 05.01.2019         | 26.03.2019          | 2  | Invadarea spațiului       | Space Invader                    |  |
|                    |                     |    |                           |                                  |  |
| 12.01.2019         | 27.03.2019          | 3  | Timpul escrocului         | Scammer Time                     |  |
|                    |                     |    |                           |                                  |  |
| 19.01.2019         | 28.03.2019          | 4  | Protestul                 | Hot Dog Day Afternoon            |  |
|                    |                     |    |                           |                                  |  |
| 26.01.2019         | 29.04.2019          | 5  | Purcelușul merge la piață | This Little Piggy Went to Market |  |
|                    |                     |    |                           |                                  |  |
| 02.02.2019         | 01.04.2019          | 6  | Cei patru fricoși         | The Fearsome Foursome            |  |
|                    |                     |    |                           |                                  |  |
| 16.02.2019         | 02.04.2019          | 7  | Super Ivy                 | Super Ivy                        |  |
|                    |                     |    |                           |                                  |  |
| 23.02.2019         | 03.04.2019          | 8  | Art-Thur                  | Art-Thur                         |  |
|                    |                     |    |                           |                                  |  |
| 02.03.2019         | 04.04.2019          | 9  | Rămas bun, Arthur?        | A Farewell to Arthur?            |  |
|                    |                     |    |                           |                                  |  |
| 09.03.2019         | 05.04.2019          | 10 | Haine numite              | Clothes Call                     |  |
|                    |                     |    |                           |                                  |  |
| 16.03.2019         | 10.06.2019          | 11 | Medalia                   | Those Medal-ing Kids!            |  |
|                    |                     |    |                           |                                  |  |
| 23.03.2019         | 11.06.2019          | 12 | Întoarcerea Fetei Verde   | Green Girl Returns               |  |
|                    |                     |    |                           |                                  |  |
| 30.03.2019         | 12.06.2019          | 13 | Ziua verilor              | Cousins Day                      |  |
|                    |                     |    |                           |                                  |  |
| 06.04.2019         | 13.06.2019          | 14 | Premiul                   | Eyes on the Prize                |  |
|                    |                     |    |                           |                                  |  |
| 13.04.2019         | 18.06.2019          | 15 | Operațiunea: Mama         | Operation: Mom                   |  |
|                    |                     |    |                           |                                  |  |
| 20.04.2019         | 21.06.2019          | 16 | Blocați pe viață          | Trapped for Life                 |  |
|                    |                     |    |                           |                                  |  |
| 04.05.2019         | 18.06.2019          | 17 | Ivy înfricoșătoarea       | IvyScares                        |  |
|                    |                     |    |                           |                                  |  |
| 11.05.2019         | 19.04.2019          | 18 | Servitorul servitorilor   | Service for the Service          |  |
|                    |                     |    |                           |                                  |  |
| 01.06.2019         | 20.06.2019          | 19 | Îmbinând mâna             | Blending a Hand                  |  |
|                    |                     |    |                           |                                  |  |
| 08.06.2019         | 14.06.2019          | 20 | Pata                      | Stain-cation                     |  |